# Actrapid
Actrapid (Novolin in de VS, Canada, Japan en China) is een kortwerkende insuline-oplossing voor injectie. Actrapid wordt geproduceerd en op de markt gebracht door Novo Nordisk sinds 2002. De werkzame stof is humane insuline, geproduceerd met recombinant DNA technologie.
Actrapid begint ongeveer 30 minuten na toediening te werken, heeft een optimale werkingstijd van 1 tot 3 uur en een maximale werkingsduur van ongeveer 8 uur. Actrapid wordt meestal (een half uur) voor iedere maaltijd toegediend, en wordt gebruikt in combinatie met een langwerkende insuline, zoals Lantus of Levemir.